# Frankendorf (Thüringen)
Frankendorf ist eine Gemeinde im Süden des Landkreises Weimarer Land und Teil der Verwaltungsgemeinschaft Mellingen.

## Lage
Frankendorf (Thüringen) ist ein sehr altes Bauerndorf östlich der Stadt Weimar im Ackerbaugebiet um Apolda. Die Bundesstraße 7 erschließt den Raum.

## Geschichte
Frankendorf wird erstmals 1200 in einer Urkunde des Burggrafen Dietrich von Kirchberg erwähnt und kam 1350 als Teil der Herrschaft Kapellendorf an die Stadt Erfurt. Kriegszerstörungen ereigneten sich im Dreißigjährigen Krieg und im Anschluss an die Schlacht bei Jena 1806. Ein Großbrand suchte Frankendorf im Jahr 1802 heim.

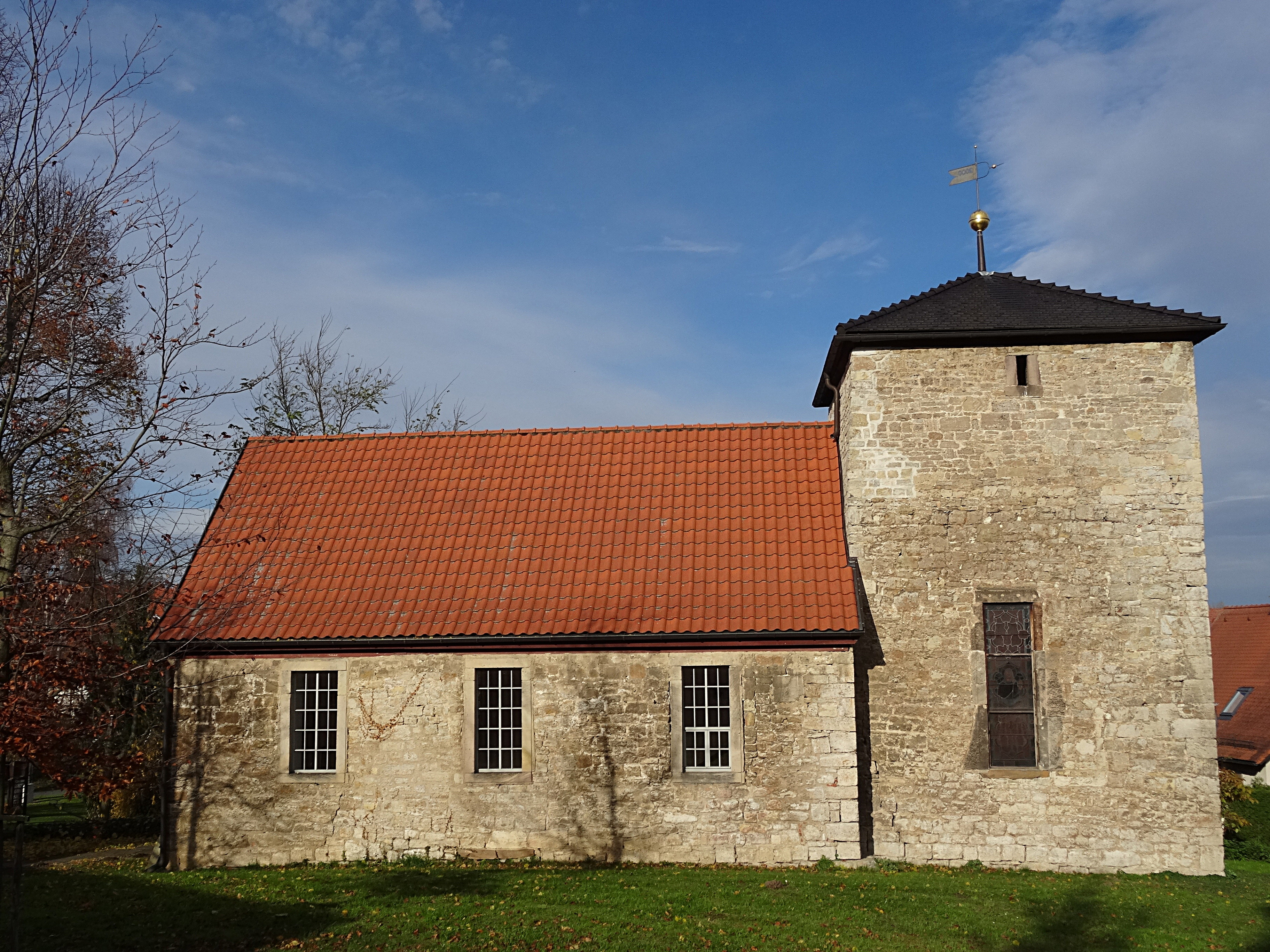
Dorfkirche

## Sehenswürdigkeiten
- Kirche – Berater bei der Restaurierung war damals Horst Jährling

## Persönlichkeiten
Die Gemeinde ist der Geburtsort des Fußballspielers Armin Romstedt, der ein Länderspiel für die DDR bestritt und von 1979 bis 1992 beim FC Rot-Weiß Erfurt spielte.